# 京都通
『京都通』（きょうとつう）は、KBS京都テレビの帯番組『らくらぶ。』内で放送されていた旅番組。2001年10月から2002年3月までは『河島あみるの京都通』（かわしまあみるのきょうとつう）、2002年4月から同年9月までは『小川恵理子の京都通』（おがわえりこのきょうとつう）と題して放送されていた。いずれも放送時間は毎週月曜 23:30 - 24:00。

## 概要
毎週京都市内にあるひとつの通りにスポットを当て、その通りの魅力やその通りで生きる人々を紹介していくという、街が碁盤の目のような形をしている京都ならではの番組である。

## 出演者
- 河島あみる（2001年10月 - 2002年3月）
- 小川恵理子（2002年4月 - 2002年9月）

## 番販
この番組を25分に編集したものが、日本各地のテレビ局に番組販売された。
番販先：青森朝日放送、テレビ岩手、岩手朝日テレビ、テレビ埼玉、チバテレビ、テレビ金沢、長野放送、静岡朝日テレビ、三重テレビ、山陽放送、テレビ新広島、テレビ山口、テレビ愛媛、高知放送、長崎国際テレビ、熊本朝日放送、鹿児島放送、沖縄テレビ
KBS自身も2002年10月から2003年9月までの間、25分バージョンで再放送を行っていた。